# Jean Duvieusart
Jean Duvieusart, né le 10 avril 1900 à Frasnes-lez-Gosselies (Hainaut) et mort le 11 octobre 1977 à Couillet (Hainaut), est un homme d'État belge, de tendance sociale-chrétienne. Il exerce les fonctions de Premier ministre de Belgique au moment du dénouement de la Question royale et de président du Parlement européen.

## Biographie
Jean Pierre Armand Ghislain Marie Duvieusart est le fils d'Armand Léopold Duvieusart (1867-1951), notaire et bourgmestre de Frasnes-lez-Gosselies de 1907 à 1921, et de Marie Thérèse Boval. En juillet 1930, il épouse Blanche Alexandrine Dijon qui donne naissance à quatre enfants : Philippe, Léopold, Étienne et Thérèse.

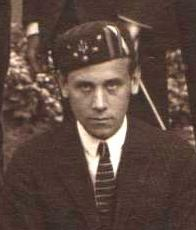
Jean Duvieusart alors étudiant en droit à l'Université de Louvain, portant la calotte.

Il fait des études secondaires chez les Jésuites au Collège du Sacré-Cœur de Charleroi. Il obtient ensuite plusieurs diplômes universitaires de docteur en droit à l'Université catholique de Louvain en 1922, de candidat notaire en 1923 et une licence en sciences politiques et sociales en 1924. Il s'inscrit en 1925 comme avocat au barreau de Charleroi. Il quitte le barreau de 1947 à 1950 et de 1952 à 1954, quand ses fonctions ministérielles absorbent toute son activité. En 1965, il est nommé bâtonnier du barreau de Charleroi.
Aux élections communales de 1926 de Frasnes-lez-Gosselies, il se présente en remplacement de son père souffrant. Il est élu sur la liste catholique et, le 1er janvier 1927, il est nommé bourgmestre de Frasnes-lez-Gosselies, poste qu'il occupe jusqu'en 1947. Il est également élu au conseil provincial du Hainaut en 1932 où il siège quatre ans.
Parallèlement à sa carrière politique, il remplit ses obligations militaires comme officier en rejoignant l'École des sous-lieutenants de réserve d'infanterie en 1923. Lors de la Seconde Guerre mondiale, il est mobilisé comme lieutenant de réserve dans une compagnie d'instruction du 12e régiment de Chasseurs à pied. Ayant pu échapper à l'encerclement dans le nord de la France, il est démobilisé à la suite de la capitulation belge. Il reprend alors ses fonctions de bourgmestre de Frasnes-lez-Gosselies. En 1946, il est nommé capitaine-commandant de réserve.
Après la libération, il exerce plusieurs mandats parlementaires: il est député de Charleroi à la Chambre des représentants du 20 septembre 1944 à 1949 puis sénateur de 1949 à 1965, année de sa rupture avec le PSC.
Fin 1945, il participe à la naissance du Parti Social Chrétien (PSC-CVP). Du 20 mars 1947 au 6 juin 1950, il est désigné pour occuper les fonctions de ministre des Affaires économiques et des Classes moyennes dans les gouvernements Spaak III, Spaak IV et Eyskens I. Sa tâche en tant que ministre consiste à relancer la production intérieure et à rétablir la prospérité de la Belgique dans l’immédiat après-guerre.
De juin à août 1950, Il est le Premier ministre de l'éphémère gouvernement qui dénoue la Question royale, crise qui affecte la monarchie belge de mai 1945 à juillet 1951. Il est ainsi un des acteurs principaux au cours de la dramatique nuit du 31 juillet au 1er août 1950 où, sur l'insistance du gouvernement belge face au climat insurrectionnel se développant en Belgique, Léopold III accepte de déléguer ses pouvoirs à son fils Baudouin avant son abdication définitive le 16 juillet 1951. Ebranlé par les soubresauts de la Question royale et le conflit latent avec la famille royale, le gouvernement Duvieusart démissionne le 16 août 1950.
Il est de nouveau ministre des Affaires économiques dans le gouvernement Van Houtte du 15 janvier 1952 au 23 avril 1954.
Sa carrière politique dépasse le cadre purement belge et en fait un des bâtisseurs de l'Europe. Il préside les premiers conseils des ministres de la Communauté Européenne du Charbon et de l'Acier (CECA) dans l'Europe des Six, noyau de la future construction européenne. Il est le premier président du Parlement européen de 1964 à 1965. À ce titre, il rencontre les grands personnages de son époque : De Gasperi, Adenauer et De Gaulle.
À partir de 1963, il exprime ses objections contre la politique communautaire de son parti et contre les nouvelles lois sur les langues. En 1965, c'est la rupture avec le PSC-CVP. À la suite de l'expulsion de la section francophone de l'Université catholique de Louvain en 1968, il se rallie officiellement au fédéralisme wallon-francophone en participant à la fondation du RW-FDF (Rassemblement wallon-Front Démocratique des Francophones). Ce nouveau parti dont il assume la présidence de 1968 à octobre 1972 a ainsi pour but de défendre les intérêts wallons et francophones de Bruxelles.

## Distinctions[2]
- Grand-croix de l'ordre de la Couronne en 1965 (Belgique).
- Chevalier de l'ordre de Léopold en 1944 (Belgique).
- Médaille commémorative de la guerre 1940-1945 en 1946 (Belgique).

## Publications
- La question royale, crise et dénouement : juin, juillet, août 1950, Bruxelles, Crisp, 1975.
- La question linguistique en matière judiciaire, dans le Journal des Tribunaux, 1932.
- L'indépendance belge, dans la Revue Générale, 1937.
- Wallonie 1938, dans la revue catholique des Idées et des Faits, t. 23.
- Les structures politiques de la Belgique, dans : Res Publica, 1961.